# Provincia de Halland
La provincia de Halland (en sueco: Hallands län) es una de las 21 provincias de Suecia que conforman Suecia. Está localizada en el occidente del país, en la costa del estrecho de Kattegat. Limita con la provincia de Gotia Occidental, provincia de Kronoberg, provincia de Jönköping y provincia de Escania. Coincide casi con la provincia histórica de Halland, excepto por habérsele añadido una pequeña comarca al este que antes pertenecía a Esmolandia.

## Historia
La provincia de Halland se convirtió en sueca en 30 años con la Paz de Brömsebro en 1645. A partir de la Paz de Roskilde de 1658, Halland pasó a ser permanentemente sueco.
Al principio, la nueva provincia estaba manejada por un gobernador. En 1658 se nombró el primer gobernador, según la forma de gobierno de 1634. En 1683 se introdujo el derecho sueco. En 1676 el condado quedó bajo el control de la Gobernación General de Escania, pero se separó de ella en 1693. El condado sigue formando parte, en su mayor parte, de la provincia de Halland. Hasta 1970, las fronteras del condado y de la provincia eran idénticas. La "hendidura" que hoy distingue el límite del condado de la frontera regional está formada por la parte principal del municipio de Hylte, que se añadió desde Småland (condado de Jönköping).
En 1971 se añadieron las parroquias de Grimmared, Gunnarsjö, Karl Gustav y Kungsäter, procedentes del entonces Älvsborgs län (Västergötland) (parte del kommun de Varbergs) y Älvsered, también del Älvsborgs län (parte del kommun de Falkenbergs).
Al mismo tiempo, Lindome fue transferida al entonces condado de Gotemburgo y Bohus (parte del municipio de Mölndal, condado de Västra Götaland) y Östra Karup al entonces condado de Kristianstad (parte del municipio de Båstad, condado de Skåne).
En 1974, las parroquias de Femsjö, Färgaryd, Jälluntofta, Långaryd y Södra Unnaryd de la región de Småland se añadieron desde el condado de Jönköping. Junto con las parroquias de Drängsereds, Kinnareds y Torups, forman el municipio de Hylte, que es el único municipio del interior del condado.

## Curiosidades
Los más conocidos ríos de Halland se llaman Viskan, Ätran, Nissan y Lagan. Un estribillo popular para recordar sus nombres dice: vi ska äta, ni ska laga ("nosotros a comer, ustedes el hacer").
Los símbolos de la provincia son:
- Nombre en latín: Hallandia
- Flor: Hårginst (Genista pilosa)
- Pez: Salmón (Salmo salar)
- Ave: Halcón peregrino (Falco peregrinus)

## Municipios

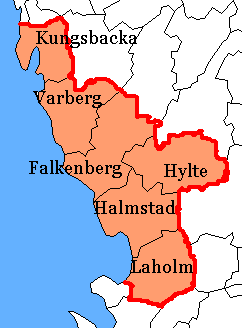
Municipios del provincia de Halland.

- Falkenberg
- Halmstad
- Hylte
- Kungsbacka
- Laholm
- Varberg